# Cornant
Cornant é uma comuna francesa na região administrativa de Borgonha-Franco-Condado, no departamento de Yonne. Estende-se por uma área de 5,06 km². Em 2010 a comuna tinha 362 habitantes (densidade: 71,5 hab./km²).